# Малясов, Виктор Александрович
Виктор Александрович Малясов (1917—1944) — гвардии майор Рабоче-крестьянской Красной Армии, участник Великой Отечественной войны, Герой Советского Союза (1944).

## Биография
Виктор Малясов родился 7 ноября 1917 года в Ташкенте. После окончания семи классов школы (в школе № 43) и рабфака работал токарем на заводе. С 1937-го по 1941-й год учился в Ташкентском институте инженеров ирригации и механизации сельского хозяйства. В ноябре 1941 года Малясов был призван на службу в Рабоче-крестьянскую Красную Армию. В 1942 году он окончил Ташкентское общевойсковое командное училище. С мая того же года — на фронтах Великой Отечественной войны.
К сентябрю 1943 года гвардии капитан Виктор Малясов командовал батальоном 234-го гвардейского стрелкового полка 76-й гвардейской стрелковой дивизии 61-й армии Центрального фронта. Отличился во время битвы за Днепр. 28 сентября 1943 года батальон Малясова переправился через Днепр в районе села Мысы Репкинского района Черниговской области Украинской ССР, захватил плацдарм на его западном берегу и, отразив большое количество немецких контратак, удержал его до переправы основных сил.
Указом Президиума Верховного Совета СССР «О присвоении звания Героя Советского Союза генералам, офицерскому, сержантскому и рядовому составу Красной Армии» от 15 января 1944 года за «образцовое выполнение боевых заданий командования по форсированию реки Днепр и проявленные при этом мужество и героизм» гвардии капитан Виктор Малясов был удостоен высокого звания Героя Советского Союза с вручением ордена Ленина и медали «Золотая Звезда» за номером 2974.
17 октября 1944 года гвардии майор Виктор Малясов погиб в бою за местечко Радзимин (близ Варшавы) в Польше. Первоначально был похоронен в городе Варшава, район Мокотув, однако после войны перезахоронен в братской могиле в парке 1 мая в Бресте.
Был также награждён орденами Александра Невского, Отечественной войны 1-й степени и Красной Звезды. Навечно зачислен в списки личного состава воинской части.

## Память
- В честь Малясова названы улицы в Ташкенте (в годы независимости на некоторое время переименовывалась в Чимробод), Пскове и Чернигове[1].
- Бюст героя установлен в мемориальном комплексе Братские могилы в Ташкенте[4].
- На доме № 3 по улице Малясова, где жил будущий Герой Советского Союза, и на здании школы № 43, где он учился, были установлены мемориальные доски[2].
- Навечно зачислен в список личного состава 1-й роты 234-го гвардейского десантно-штурмового полка[1].